# صوفيان (صوماي برادوست)
صوفيان هي قرية في مقاطعة أرومية، إيران. يقدر عدد سكانها بـ 687 نسمة بحسب إحصاء 2016.